# Communauté de communes des Marches de Lorraine
Die Communauté de communes des Marches de Lorraine ist ein ehemaliger französischer Gemeindeverband mit der Rechtsform einer Communauté de communes im Département Vosges in der Region Lothringen (ab 2016 Grand Est). Sie wurde am 30. Dezember 2003 gegründet und umfasste 20 Gemeinden. Der Verwaltungssitz befand sich im Ort Lamarche.

## Historische Entwicklung
Mit Wirkung vom 1. Januar 2017 fusionierte der Gemeindeverband mit
- Communauté de communes du Pays de la Saône Vosgienne und
- Communauté de communes du Pays de Saône et Madon

und bildete so die Nachfolgeorganisation Communauté de communes des Vosges Côté Sud Ouest. Gleichzeitig wurde die Gemeinde Rocourt nach Tollaincourt integriert und eine Commune nouvelle gleichen Namens gegründet.

## Ehemalige Mitgliedsgemeinden
1. Ainvelle
2. Blevaincourt
3. Damblain
4. Fouchécourt
5. Frain
6. Isches
7. Lamarche
8. Marey
9. Martigny-les-Bains
10. Mont-lès-Lamarche
11. Morizécourt
12. Robécourt
13. Rocourt
14. Romain-aux-Bois
15. Rozières-sur-Mouzon
16. Senaide
17. Serécourt
18. Serocourt
19. Tollaincourt
20. Villotte